# The Spirit of '76 (film fra 1917)
The Spirit of '76 er en amerikansk stumfilm fra 1917 af Frank Montgomery.

## Medvirkende
- Adda Gleason som Catherine Montour
- Howard Gaye som Lionel Esmond
- George Chesebro som Walter Butler
- Dark Cloud som Joseph Brant
- Doris Pawn som Madeline Brant